# Metropolia warmińska
Metropolia Warmińska – jedna z 14 metropolii obrządku łacińskiego w polskim Kościele katolickim. Ustanowiona 25 marca 1992 bullą „Totus Tuus Poloniae Populus” przez Jana Pawła II.

## Diecezje wchodzące w skład metropolii
1. Archidiecezja warmińska
2. Diecezja elbląska
3. Diecezja ełcka

## Biskupi metropolii

### Biskupi diecezjalni
- Metropolita: ks. abp Józef Górzyński (od 2016) (Olsztyn)
- Sufragan: ks. bp Jacek Jezierski (od 2014) (Elbląg)
- Sufragan: ks. bp Jerzy Mazur SVD (od 2003) (Ełk)

### Biskupi pomocniczy
- ks. bp Janusz Ostrowski (od 2018) (Olsztyn)
- ks. bp Wojciech Skibicki (od 2019) (Elbląg)
- ks. bp Dariusz Zalewski (od 2022) (Ełk)

### Biskupi seniorzy
- ks. bp Julian Wojtkowski (od 2004) (Olsztyn)
- ks. bp Józef Wysocki (od 2015) (Elbląg)

## Główne świątynie
- Bazylika Archikatedralna Wniebowzięcia Najświętszej Maryi Panny i św. Andrzeja Apostoła we Fromborku
- Katedra św. Mikołaja w Elblągu
- Katedra św. Wojciecha w Ełku
- Bazylika Konkatedralna św. Jakuba Apostoła w Olsztynie
- Konkatedra św. Jana Ewangelisty w Kwidzynie
- Konkatedra św. Wojciecha w Prabutach
- Konkatedra Najświętszej Maryi Panny Matki Kościoła w Gołdapi
- Konkatedra św. Aleksandra w Suwałkach

## Metropolici
- 1992–2006: abp Edmund Piszcz
- 2006–2016: abp Wojciech Ziemba
- od 15 X 2016: abp Józef Górzyński

## Galeria

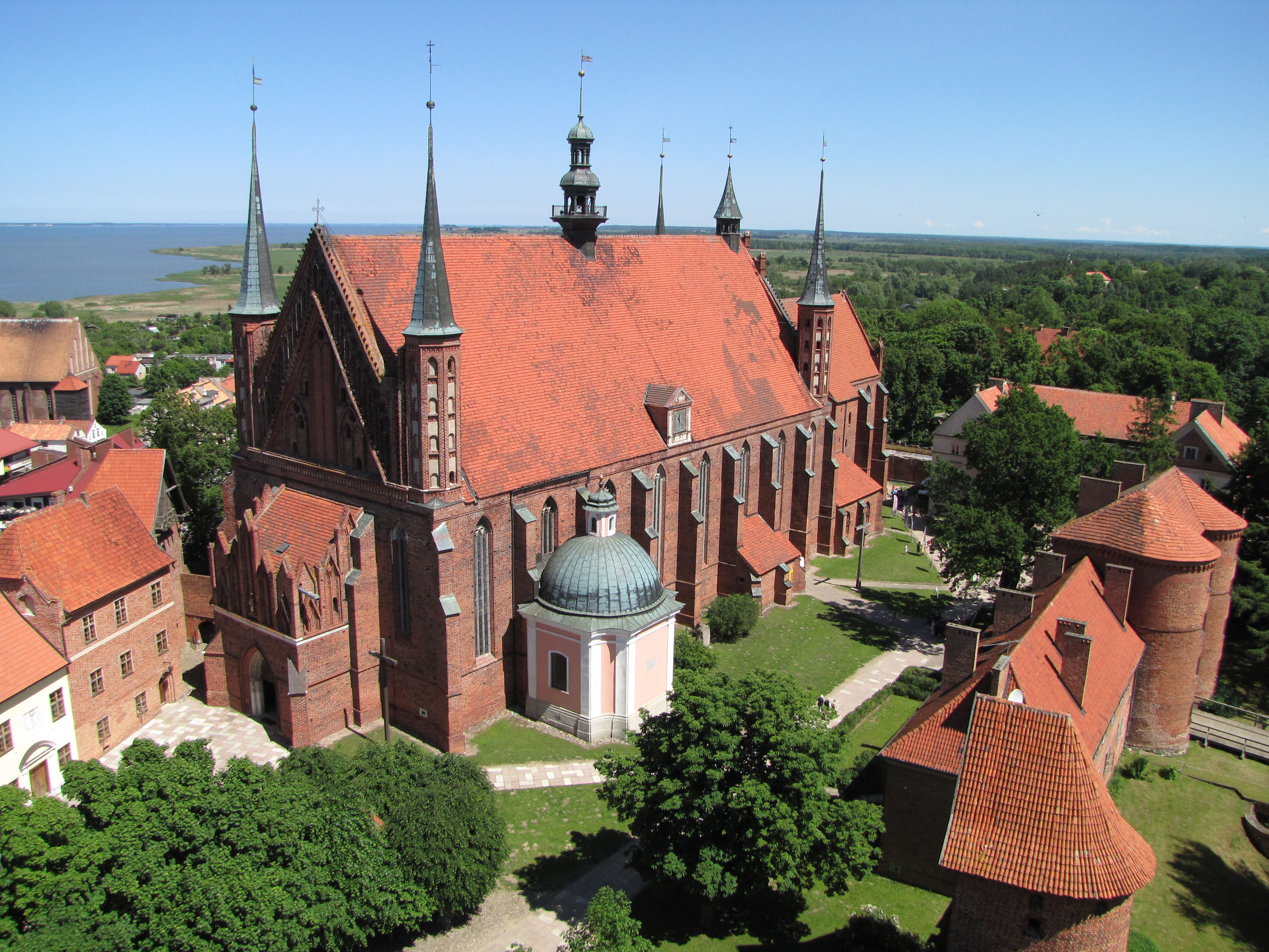
Archikatedralna Bazylika Wniebowzięcia NMP i św. Andrzeja we Fromborku
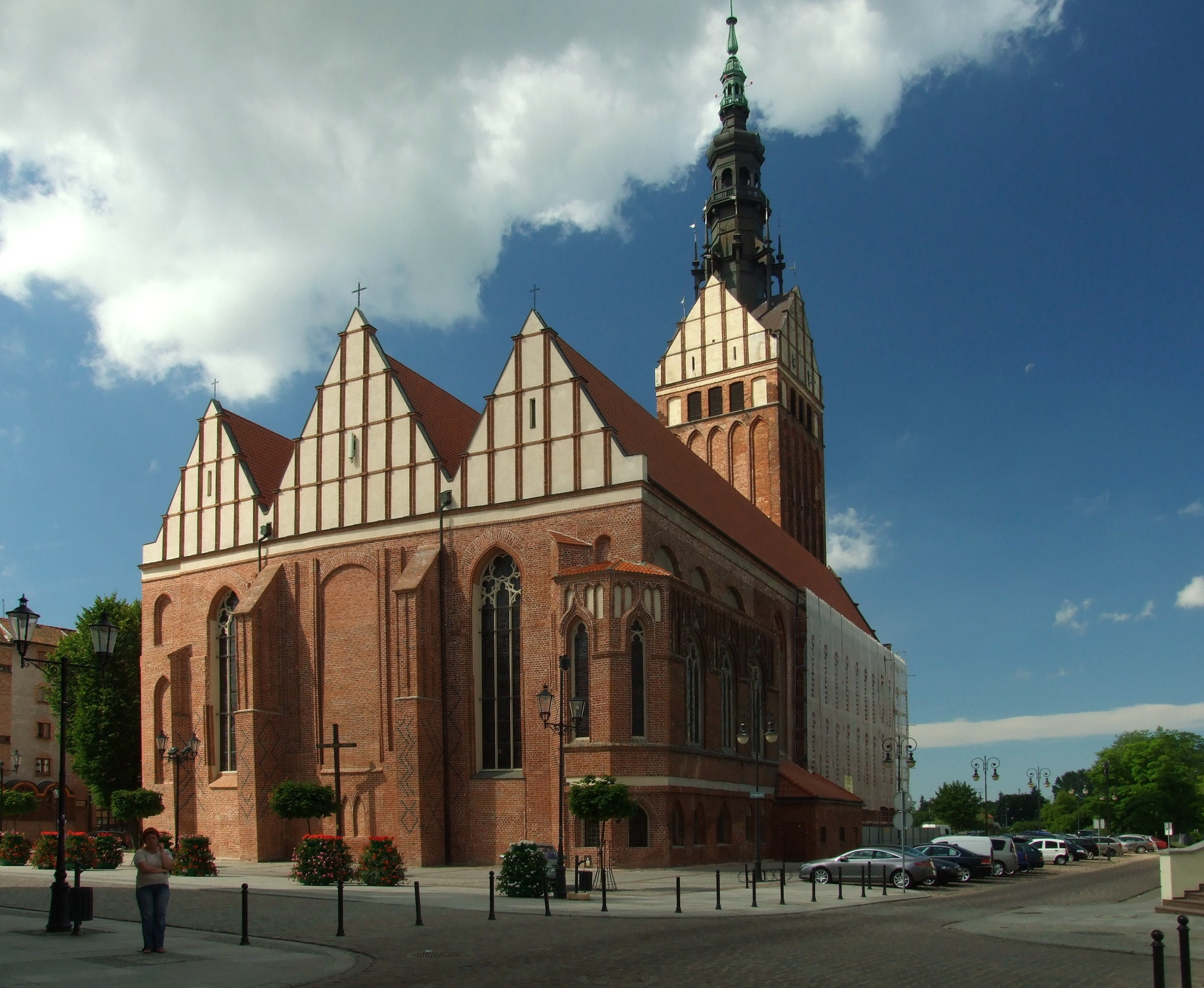
Katedra św. Mikołaja w Elblągu
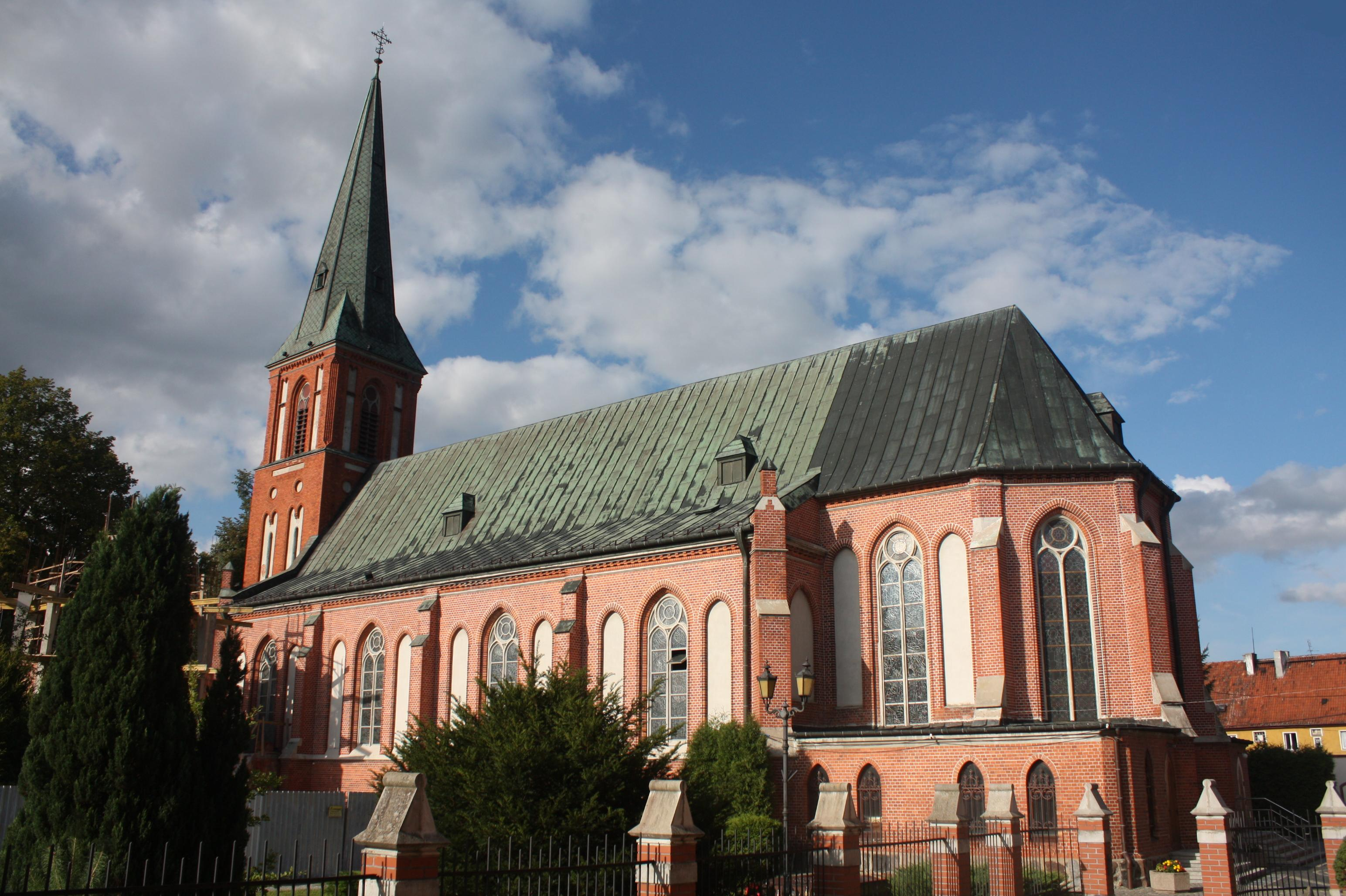
Katedra św. Wojciecha w Ełku
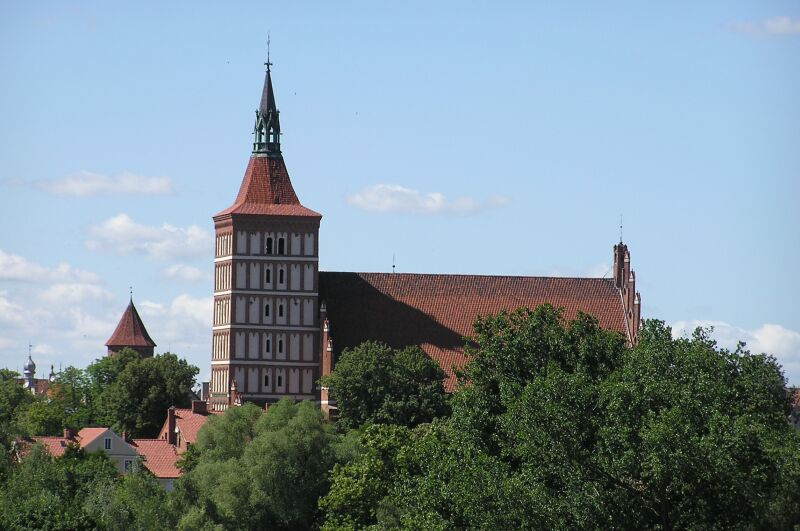
Konkatedra Bazylika św. Jakuba w Olsztynie
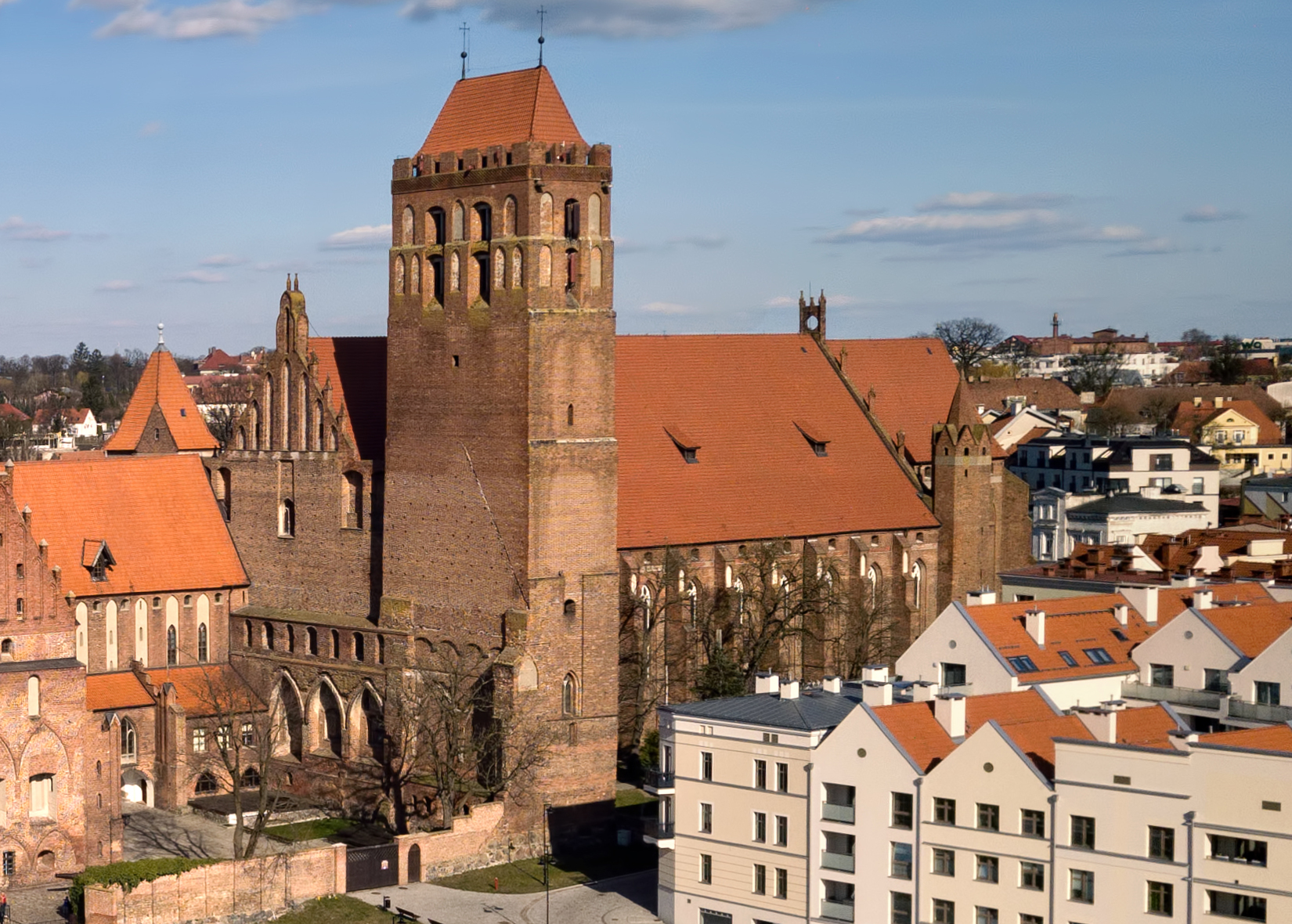
Konkatedra św. Jana Ewangelisty w Kwidzynie
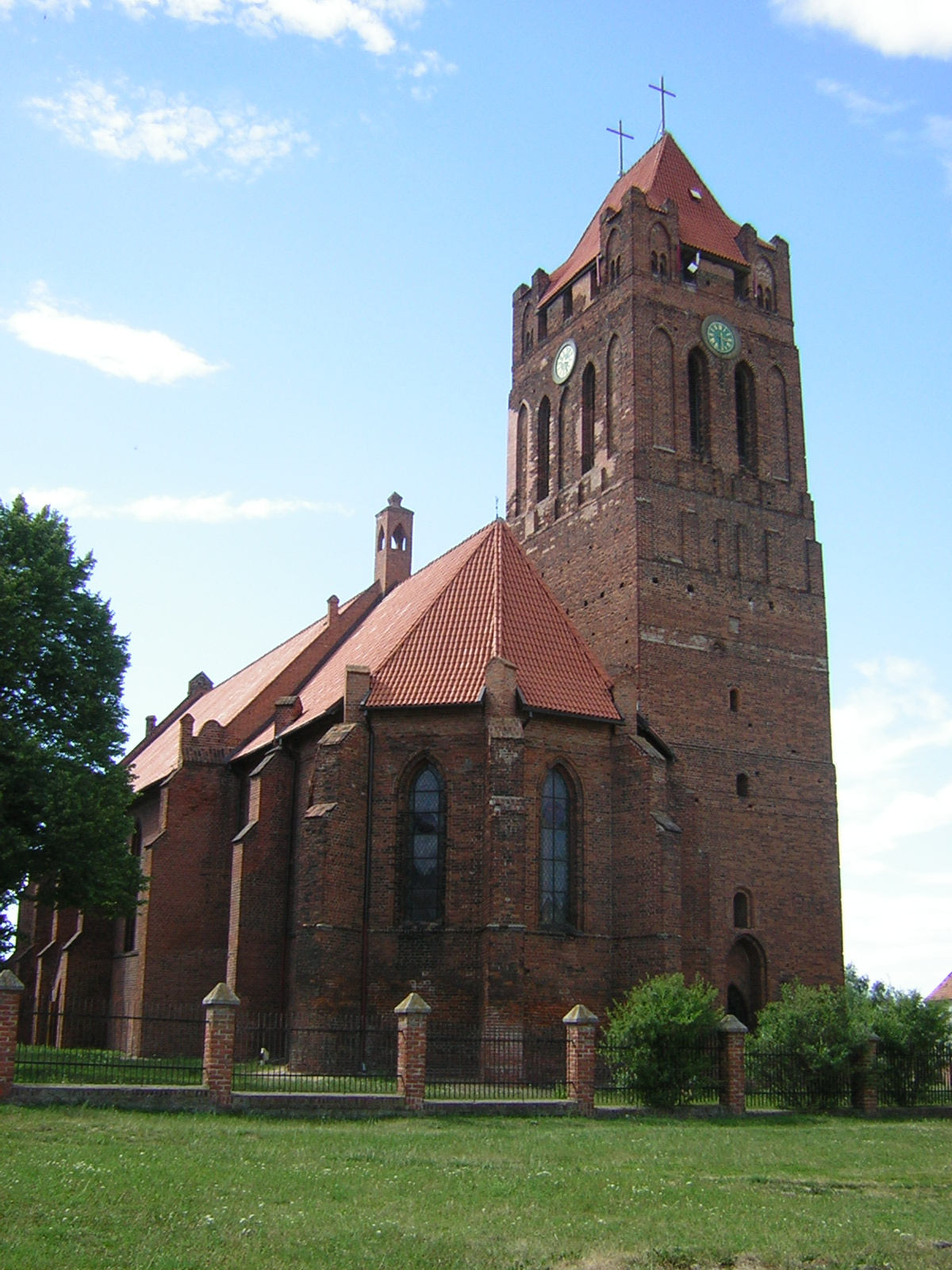
Konkatedra św. Wojciecha w Prabutach
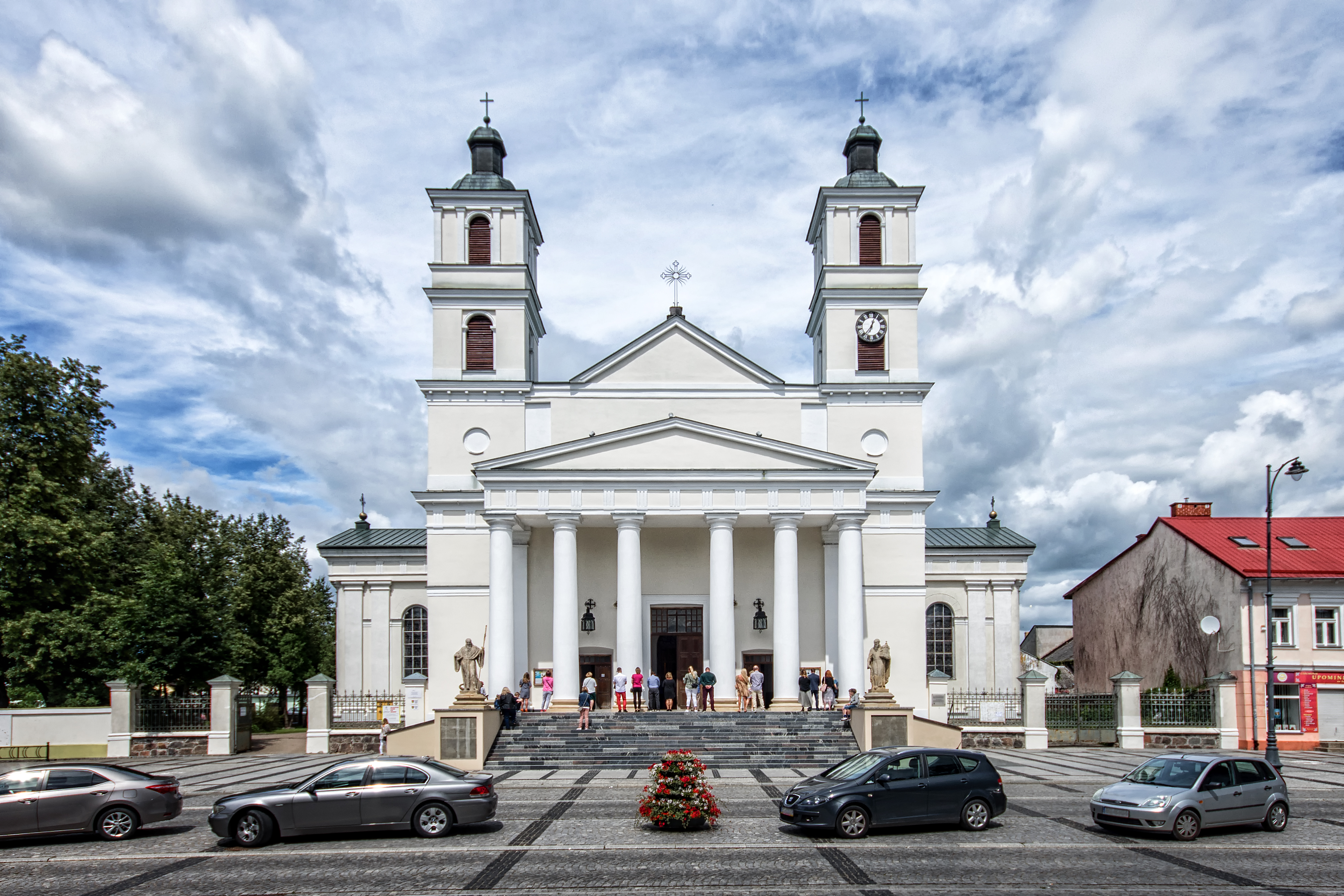
Konkatedra św. Aleksandra w Suwałkach
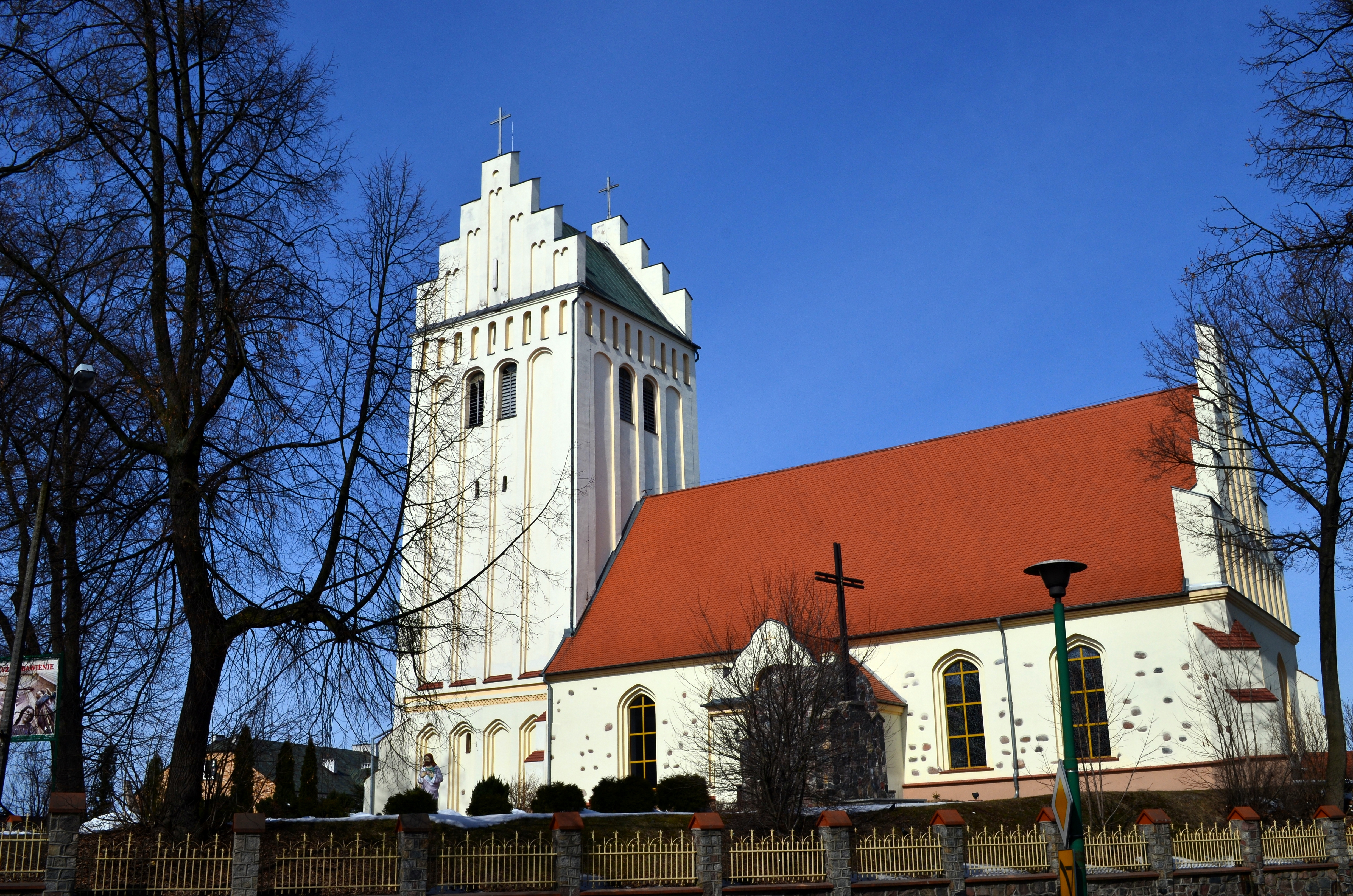
Konkatedra Najświętszej Maryi Panny Matki w Gołdapi